# 日本电力
日本电力株式会社（日语：／／ Nippon Denryoku）是太平洋战争前存在的一家日本电力公司是当时的是五大电力公司（東京電燈、東邦電力、大同電力、宇治川电气、日本电力）之一。缩写为“日電”（にちでん，Nichiden）。总公司位于大阪府大阪市北区。

## 历史
由于第一次世界大战带来的经济繁荣，以及全国特别是关西地区的工业化和城市化，导致对电力的需求增加。为了应对这个问题，宇治川电气的社长林安繁和其母公司大阪商船社长山冈淳太郎计划开发北陆地区的河流，兴建水力发电厂，并通过高压电线向关东、中部和关西地区的大型用户供电。1919年12月15日日本电力正式成立，开始开发黑部川流域的水力资源。

### 电力战
然而日电成立后经济却陷入衰退，电力需求低迷，出现了供过于求的状态。日电通过开发未开发的水力资源和进行高压输电，提高了价格竞争力，并点燃电力战的导火索，对现有的电力公司，特别是大城市内的电力公司构成挑战。
1923年为了开发庄川水系，日电与以松永安左卫门为首的东邦电力展开了激烈的竞争。1924年3月日电获得庄川水系开发权，但必须向东邦电力提供电力，并不得争夺东邦电力在愛知、岐阜的既有利益。 1928年日电与小田原电铁（现箱根登山铁道）合并，接管了该公司的电气照明部门，向信州地区供应电力，因此与东京电灯展开激烈竞争。
另外日电也发现其无法向关西地区扩张。本来日电应该与其母公司宇治川电气合作，但由于宇治川电气与大同电力已经有供电契约，日电必须开发自己的新客户，导致了日电与其母公司之间的激烈竞争。

### 解体
从1939年到1942年，根据二战期间政府的电力管理政策，日电所有设施都被迫以转售日本发送电和關西配電等九家配电公司。公司本身更名为“ 日電興業”并成为控股公司。1947年因同盟國最高司令官總司令部的財閥解體政策被迫解散。

## 其他
- 黑部峽谷鐵道本線是日电为了在黑部川流域建设发电厂而修建的。同时还沿着黑部川修建的日电步道。
- 作为向关东地区扩张的据点在1928年收购小田原电铁，合并七个月后重新分离为箱根登山铁道。

## 外部连结
- 日本电力株式会社“日本电力株式会社十年史”(1933.05) （页面存档备份，存于） - 渋沢社史数据库